# Poco di tanto
Poco di tanto è un programma televisivo italiano di Rai 2 trasmesso nel 2020 e condotto da Maurizio Battista.
Si tratta di uno show a tema vintage, realizzato con un mix tra narrazione e documentario — un «intrattenimento nostalgico», nelle parole di Battista —, in cui nel corso di tre puntate viene affrontato il ricordo di tre diversi decenni, rispettivamente gli anni 60, 70 e 80 del XX secolo, spaziando dai monologhi di Battista, al materiale delle Teche Rai e alle ospitate di protagonisti del tempo.